# ويليام إف. هالسي سينيور
ويليام إف. هالسي سينيور (بالإنجليزية: William F. Halsey, Sr.)‏ هو ضابط أمريكي، ولد في 11 أبريل 1853، وتوفي في 11 يونيو 1920.